# Paul Ritter
Pour les articles homonymes, voir Ritter.
Paul Ritter, né Simon Paul Adams est un acteur britannique, né le 20 décembre 1966 à Gravesend - Kent, en Angleterre, et mort le 5 avril 2021 à Faversham. Il est notamment connu pour avoir joué dans la série Chernobyl.

## Biographie
Son père Ken Adams, un outilleur, a travaillé dans diverses centrales électriques; sa mère Joan ( née Mooney) était secrétaire d'école. Sa famille était catholique et il avait quatre sœurs aînées. Adams a fréquenté la Gravesend Grammar School où il a acquis un A Level en études théâtrales. Il a ensuite étudié les langues modernes au St John's College de Cambridge . 
Après avoir obtenu son diplôme, il est allé au Deutsches Schauspielhaus à Hambourg , en Allemagne. De retour au Royaume-Uni, il prend le nom de scène Ritter , d'origine allemande. Il a pris ce nom parce qu'un autre Simon Adams était inscrit au syndicat par intérim, Equity , et il admirait un acteur allemand du nom de famille Ritter. 
Ritter a étudié aux côtés de l'acteur Stephen Mangan et ils ont ensuite joué ensemble dans la pièce de 2009 The Norman Conquests .

### Vie personnelle et mort
En 1996, Ritter a épousé Polly Radcliffe, chercheuse au King's College de Londres .  Il vivait à Faversham , Kent.  Il avait deux fils nommés Frank et Noah. 
Il est décédé d'une tumeur au cerveau le 5 avril 2021, à l'âge de 54 ans, à son domicile, entouré de sa famille

## Filmographie

### Cinéma
- 1999 : Greenwich Mean Time : l'acheteur de drogues
- 2000 : Les Neuf Vies de Tomas Katz : Dave
- 2000 : Esther Kahn : Alman le photographe
- 2004 : Rochester, le dernier des libertins : Chiffinch
- 2005 : Une belle journée : Mad Bob
- 2007 : Le Fils de Rambow : le professeur de géographie
- 2007 : Hannibal Lecter : Les Origines du mal : Louis le prisonnier
- 2008 : The Other Man : Guy
- 2008 : Quantum of Solace : Guy Haines
- 2009 : Harry Potter et le Prince de sang-mêlé : Eldred Worple
- 2009 : Nowhere Boy : Popjoy
- 2011 : L'Aigle de la Neuvième Légion : Galba
- 2011 : Eliminate: Archie Cookson : Ennis Miller
- 2013 : National Theatre Live : John Major
- 2014 : Suite française : Monsieur Dubois
- 2016 : Golem, le tueur de Londres : Augustus Rowley
- 2016 : Une belle rencontre : Raymond Parfitt
- 2016 : Inferno : CRC Tech Arbogast
- 2022 : La Ruse (Operation Mincemeat) de John Madden : Bentley Purchase

### Télévision
- 1992-1996 : The Bill : Terry Webster et Walgrave (2 épisodes)
- 1994 : Seaforth
- 2002 : Fields of Gold : Chris Oatier
- 2005 : Rencontre au sommet : Robert
- 2007 : Meurtres en sommeil : Alan Pierce (2 épisodes)
- 2007 : City Lights : Scott Sweeney (4 épisodes)
- 2011 : Land Girls : Frank Tucker (5 épisodes)
- 2011 : De grandes espérances : Wemmick (2 épisodes)
- 2011-2013 : Les Enquêtes de Vera : Bill Cartwright (12 épisodes)
- 2011-2018 : Friday Night Dinner : Martin (31 épisodes)
- 2012 : Inspecteur Barnaby : Harry Fleetwood (1 épisode)
- 2012 : Dirk Gently : Oliver Reynolds (1 épisode)
- 2012 : The Hollow Crown : Pistol (2 épisodes)
- 2014 : Enquêtes codées : Masters (2 épisodes)
- 2014 : Plebs : Angelo (1 épisode)
- 2014 : The Game (6 épisodes)
- 2015 : Dans l'ombre des Tudors : Sir John Seymour (2 épisodes)
- 2015 : The Last Kingdom : Roi Peredur (1 épisode)
- 2015-2018 : No Offence : Randolph Miller (21 épisodes)
- 2016 : Les Mystères de Londres : Bram Stoker (1 épisode)
- 2016 : Neil Gaiman's Likely Stories : Martyn et autres personnages (4 épisodes)
- 2017 : Electric Dreams : Franklyn (1 épisode)
- 2017-2019 : Cold Feet : Amours et petits bonheurs : Benjamin Stevens (5 épisodes)
- 2018 : Lovesick : Peter (1 épisode)
- 2018 : Hang-Ups : Werner Lienhard (4 épisodes)
- 2019 : Chernobyl : Anatoli Diatlov (4 épisodes)
- 2019 : The Capture : Marcus Levy